# Liliane Marchais
Liliane Marchais (Malakoff, 24 d'agost de 1935 - Bry-sur-Marne, 9 d'abril de 2020) va ser una activista política comunista francesa.

## Orígens i trajectòria
Nascuda a Malakoff el 24 d'agost de 1935, el seu pare va ser un fabricant d'eines i la seva mare estava desocupada. El 1961, es va casar amb Maurice García, membre del Partit Comunista Francès, amb qui va tenir una filla, Annie. La parella es va divorciar i Liliane es va casar amb Georges Marchais el 1977. Tenien un fill, Olivier. La família vivia a Champigny-sur-Marne, un suburbi al sud-est de París.
Titular d'un certificat d'estudis primaris i un certificat d'aptitud professional, Marchais va treballar com a treballadora del cable per la Companyia General de la Telegrafia sense fils a la seva ciutat natal. Als 15 anys, es va unir a la Unió dels Joves Republicans de França, que va esdevenir el Moviment de Joves Comunistes de França. El 1952, es va unir a el Partit Comunista Francès i a la Confederació General del Treball de França un any després. Va ser executiva de la Federació de Treballadors del Metall entres 1960 i 1964, i va servir en la gestió de el Partit Comunista a Val-de-Marne fins al 1996. Va tenir un paper essencial en el partit mentre el seu espòs era el líder.

## Salut i mort
Després d'un vessament cerebral, va deixar la seva llar a Champigny-sur-Marne i es va mudar a una llar d'avis de Bry-sur-Marne. Va morir de COVID-19 el 9 d'abril de 2020, a l'edat de 84 anys. El secretari nacional del Partit Comunista, Fabien Roussel, va anunciar la seva mort a través d'un comunicat de premsa. Va ser enterrada el 16 d'abril a Champigny-sur-Marne, al costat del seu espòs.